# José Lago Millán
José Lago Millán (Pontevedra, España; 1893 - Siglo XX) fue un entrenador español. Lago fue entrenador de la Selección de Argentina entre 1927 y 1928, siendo el primer técnico extranjero en dirigir al seleccionado.

## Trayectoria
Se inició en los deportes en el Pontevedra Sporting Club, club de su ciudad natal, donde practicó tanto fútbol como bicicleta. Emigró a los 13 años a la Argentina, donde se licenció como preparador físico.
Entre 1923 y 1926, entrenó a la Selección de atletismo de Argentina.
Fue nombrado entrenador de la Selección de Argentina en 1927, y condujo a la selección a ganar la Copa América 1927 en Perú, y el subcampeonato en los Juegos Olímpicos de Ámsterdam 1928.
En 1932, Lago fue nombrado entrenador de Boca Juniors en reemplazo de Mario Fortunato.
Para 1937, regresó a la selección albiceleste como asistente técnico de Manuel Seoane.

## Clubes y selecciones
| Club                               | País      | Año       |
| ---------------------------------- | --------- | --------- |
| Selección de Argentina             | Argentina | 1927-1928 |
| Boca Juniors                       | Argentina | 1932      |
| Selección de Argentina (Asistente) | Argentina | 1937      |

## Palmarés

### Títulos internacionales
| Título                            | Equipo                 | Sede      | Año            |
| --------------------------------- | ---------------------- | --------- | -------------- |
| Copa Newton                       | Selección de Argentina | Uruguay   | 1927           |
| Copa Newton                       | Selección de Argentina | Argentina | 1928           |
| Medalla de plata Juegos Olímpicos | Selección de Argentina | Ámsterdam | Amsterdam 1928 |
| Campeonato Sudamericano           | Selección de Argentina | Perú      | 1927           |